# Piombi

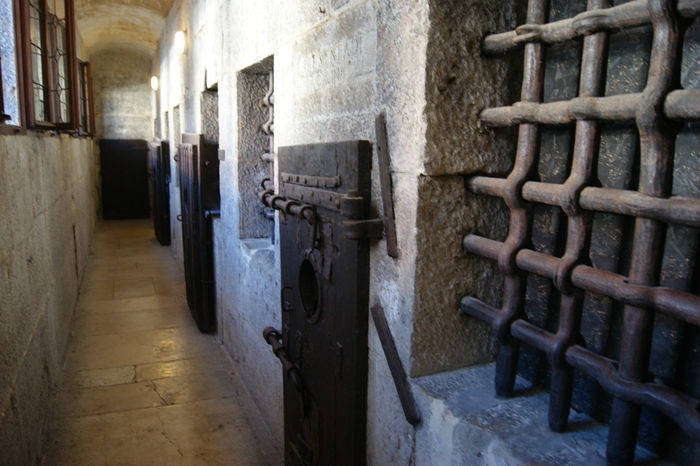
Interior de la prisión Piombi, una de las antiguas prisiones ubicadas en el Palacio Ducal de Venecia.

Piombi fueron las antiguas prisiones (Prigioni Vecchie) de Venecia, ubicadas en el complejo del Palacio Ducal. 
Creadas en el siglo XI, cuando surge la repubblica marinara, el "Consejo de los diez", encerraba en ellas a sus presos que inicialmente eran detenidos en un ala del Palacio Ducal. En el siglo XII, los presos son trasladados a las nuevas prisiones unidas al Palacio Ducal por el Puente de los Suspiros. 
En el nuevo edificio, los presos eran repartidos en los pozzi, ubicados en la planta baja y particularmente húmedos e insalubres y en los camerotti o piombi, situados justo debajo del techo sobre una lámina de plomo, de donde surgió el nombre de la prisión.
Fueron internados en esta cárcel varios personajes famosos como Giordano Bruno, Silvio Pellico, Daniele Manin, Nicolò Tommaseo y Giacomo Casanova; este último dio al plomo una gran notoriedad al escribir sus memorias en las láminas de la prisión, dejando escrito detalles de la estructura y de las normas de la cárcel y contando como consiguió escapar en 1756.
En el año 1797 las cárceles de Piombi fueron demolidas por motivo de la reorganización carcelaria, construyéndose la Nuove Prigioni.